# Mindaugas Tarnauskas
Mindaugas Tarnauskas (* 22. März 1988 in Šakiai) ist ein litauischer liberaler Politiker und Vizeminister.

## Leben
Nach dem Abitur 2007 an der Varpo-Mittelschule in Šakiai absolvierte Mindaugas Tarnauskas von 2007 bis 2011 das Bachelorstudium der Philosophie an der Fakultät für Erziehungswissenschaften der Universität Šiauliai und von 2013 bis 2021 ein Masterstudium der Betriebswirtschaft an der Fakultät für öffentliches Management und Wirtschaft der Mykolas-Romeris-Universität (MRU) in der litauischen Hauptstadt Vilnius. 2015 studierte er ein Aufbaustudium in Public Relations an der MRU.
Von 2011 bis 2015 arbeitete Mindaugas Tarnauskas in der Wirtschaftsabteilung der Verwaltung der Stadtgemeinde Vilnius und von 2016 bis 2018 als Projektmanager in einem Privatunternehmen. Von 2016 bis 2017 war er Mitarbeiter eines Seimas-Mitglieds in der Seimas-Kanzlei und bis 2021 selbstständig tätig. Von 2021 bis 2022 arbeitete er als Berater im Verkehrsministerium der Republik Litauen. Seit August 2022 ist er Stellvertreter des Verkehrsministers von Marius Skuodis im Kabinett Šimonytė.
Seit 2015 ist Mindaugas Tarnauskas Mitglied des Rats der Rajongemeinde Šakiai als Mitglied der Wählergruppe „Už vieningus zanavykus“ („Für vereinte Menschen“). Seit 2019 ist er stellvertretender Vorsitzender der liberalen Partei Laisvės partija.
Mindaugas Tarnauskas ist verheiratet und hat eine Tochter.